# Jałmużnik papieski
Jałmużnik papieski – arcybiskup lub kardynał z najbliższego otoczenia papieża, członek Domu Papieskiego (łac. Domus Pontificalis) należący do rodziny papieskiej (łac. Familia Pontificia).
Do jego zadań należy dawanie, w imieniu Ojca Świętego, jałmużny potrzebującym. Zajmuje się także udzielaniem błogosławieństw papieskich; jego podpis widnieje na ich formularzu. Wszelkie wpływy z tego tytułu przeznaczane są na papieskie dzieła miłosierdzia oraz instytucje dobroczynne podlegające bezpośrednio Stolicy Apostolskiej, a także na kilka szkół na terenie Rzymu i Castel Gandolfo.
Po śmierci papieża jałmużnik i penitencjarz większy jako jedyni urzędnicy papiescy nie zostają odwołani.
Jałmużnik papieski był zawsze obecny obok prefekta Domu Papieskiego na audiencjach i uroczystościach; zwyczaj ten został zniesiony podczas pontyfikatu papieża Franciszka.
Od 3 sierpnia 2013 funkcję jałmużnika papieskiego wypełnia mianowany przez papieża Franciszka polski kardynał Konrad Krajewski.

## Lista jałmużników papieskich
- 1906–1916: abp Augusto Silj
- 1916–1921: abp Giovanni Battista Nasalli Rocca di Corneliano
- 1921–1935: abp Carlo Cremonesi
- 1935–1951: abp Giuseppe Migone
- 1951–1968: abp Diego Venini
- 1968–1989: abp Antonio Maria Travia
- 1989–2007: abp Oscar Rizzato
- 2007–2012: abp Félix del Blanco Prieto
- 2012–2013: abp Guido Pozzo
- od 2013: kard. Konrad Krajewski